# Phytotoma
Phytotoma – rodzaj ptaków z podrodziny bławatników (Cotinginae) w rodzinie bławatnikowatych (Cotingidae).

## Zasięg występowania
Rodzaj obejmuje gatunki występujące w Ameryce Południowej.

## Morfologia
Długość ciała 18–20 cm; masa ciała 30–57 g.

## Systematyka

### Etymologia
Phytotoma: gr. φυτον phuton „roślina”, od φυω phuō „rosnąć”; τομος tomos „cięcie”, od τεμνω temnō „ciąć”.

### Podział systematyczny
Do rodzaju należą następujące gatunki:
- Phytotoma rara Molina, 1782 – ziołosiek rudosterny
- Phytotoma raimondii Taczanowski, 1883 – ziołosiek peruwiański
- Phytotoma rutila Vieillot, 1818 – ziołosiek czerwonawy